# Lysmata grabhami
Lysmata grabhami са вид висши ракообразни от семейство Lysmatidae.
Те са соленоводни скариди, разпространени в тропичните и субтропични води на Атлантическия океан. Таксонът е описан за пръв път от Изабела Гордън през 1935 година.